# Etosuximida
La etosuximida es un medicamento perteneciente al grupo de las succinimidas que se emplea para el tratamiento de diferentes tipos de epilepsia, principalmente las crisis de ausencia, es en general bien tolerado por los niños.
Se presenta en forma de comprimidos de 250 mg. La dosis habitual en adultos es entre 1 y 1.5 gramos al día (entre 4 y 6 comprimidos).
Los principales efectos secundarios que produce son somnolencia, alteraciones digestivas, mareo, depresión o euforia y en raras ocasiones trastornos de la sangre como agranulocitosis y anemia aplásica.

## Mecanismo de acción
Los fármacos que son eficaces contra la crisis de ausencia (variedad de epilepsia menos frecuente caracterizada por presentar alteraciones repentinas del conocimiento con mirada fija e interrupción de las actividades con duración menor de 30 segundos), funcionan por medio de la inhibición de los conductos de Ca2+ activados por voltaje encargados de las corrientes de Ca2+ tipo T.
La etosuximida reduce las corrientes de Ca2+ de umbral bajo (corrientes tipo T) en las neuronas del tálamo. El tálamo tiene una función muy importante en la generación de los ritmos de espigas y ondas de 3 Hz típicos de las crisis de ausencia. Las neuronas en el tálamo exhiben corrientes tipo T de gran amplitud que explican los estallidos de potenciales de acción y tal vez participen en la actividad oscilante del tálamo como los ritmos de espigas y ondas de 3 Hz. En las concentraciones que se utilizan en la clínica, la etosuximida inhibe la corriente tipo T. La etosuximida no inhibe las descargas reiteradas sostenidas ni intensifica las respuestas de GABA a las concentraciones que tienen importancia clínica. Es probable que el mecanismo por medio del cual la etosuximida inhibe las crisis de ausencia consista en la inhibición de las corrientes tipo T.

## Propiedades Farmacocinéticas
La absorción de la etosuximida es completa y alcanza su concentración máxima en el plasma en las primeras 3 h después de administrar una sola dosis oral. La etosuximida no se une demasiado a las proteínas plasmáticas; durante el tratamiento prolongado, su concentración en el líquido cefalorraquídeo es similar a la plasmática. Su volumen aparente de distribución es de 0.7 L/kg.
Cerca del 25% del fármaco se excreta sin cambios en la orina. El resto se metaboliza por medio de enzimas microsómicas hepáticas, pero se desconoce si los CYP son los encargados. Su metaboito principal, el derivado hidroxietil, corresponde a cerca del 40% del fármaco administrado. La semivida plasmática de la etosuximida es de 40 a 50 horas en los adultos y de alrededor de 30 horas en los niños.

## Efectos adversos
Comunes:
- Gastrointestinal: Pérdida de apetito, náuseas, malestar estomacal, vómitos.
- Neurológico: Ataxia, mareos, dolor de cabeza, somnolencia.
Serios:
Dermatológico: Trastorno de la piel, síndrome de Stevens-Johnson
Hematológico: Agranulocitosis, anemia aplásica, recuento de eosinófilos elevado, leucopenia.
Inmunológico: Reacción al fármaco con eosinofilia y síntomas sistémicos, lupus eritematoso sistémico
Neurológico: Convulsiones
Psiquiátrico: Depresión, intención suicida, pensamientos suicidas

## Aplicación terapéutica
Es eficaz para las crisis de ausencia, pero no contra las convulsiones tónico- clónicas.
La dosis inicial de 250 mg en niños de tres a seis años de edad y de 500 mg en los mayores y en adultos se incrementa en 250 mg a intervalos semanales, hasta que se controlan las convulsiones o sobreviene intoxicación. La dosis ordinaria de sostén es de 20 mg/kg de peso al día. Se requiere precaución si la dosis diaria excede de 1500 mg en adultos o de 750 a 1000 mg en niños.

## Estereoquímica
La etosuximida es una droga quiral con un estereocentro. Terapéuticamente, el racemato, la mezcla 1: 1 de ( S ) y ( R ) - isómeros utilizados.
| Enantiómeros de etosuximida | Enantiómeros de etosuximida |
| --------------------------- | --------------------------- |
| CAS-Nummer: 39122-20-8      | CAS-Nummer: 39122-19-5      |